# Mistaken Identity (album de Donna Summer)
Pour les articles homonymes, voir Mistaken Identity.
Albums de Donna Summer
Another Place and Time
(1989) Christmas Spirit
(1994)
Singles
1. When Love Cries
Sortie : 12 août 1991
2. Work That Magic
Sortie : 18 novembre 1991

Mistaken Identity est le quinzième album studio de la chanteuse américaine Donna Summer, sorti le 23 août 1991 chez Atlantic et Warner Bros. Records.

## Liste des titres
| No  | Titre                        | Auteur                                                                      | Durée |
| --- | ---------------------------- | --------------------------------------------------------------------------- | ----- |
| 1.  | Get Ethnic                   | - Donna Summer - Keith Diamond - Paul Chiten - Anthony Smith - Larry Henley | 5:21  |
| 2.  | Body Talk                    | - Summer - Diamond - Chiten - Smith - Henley                                | 4:48  |
| 3.  | Work That Magic              | - Summer - Diamond - Chiten - Smith - Henley                                | 5:00  |
| 4.  | When Love Cries              | - Summer - Diamond - Chiten - Smith - Henley                                | 5:15  |
| 5.  | Heaven's Just a Whisper Away | - Diamond - Henley - Smith                                                  | 4:06  |
| 6.  | Cry of a Waking Heart        | - Betsy Cook - Bruce Woolley                                                | 4:36  |
| 7.  | Friends Unknown              | - Summer - Diamond - Smith - Vanessa Smith                                  | 3:44  |
| 8.  | Fred Astaire                 | - Summer - Diamond - Smith - Donna Wyant                                    | 4:40  |
| 9.  | Say a Little Prayer          | - Summer - Diamond - Smith - Wyant                                          | 4:07  |
| 10. | Mistaken Identity            | - Summer - Diamond - Smith - Wyant                                          | 4:08  |
| 11. | What Is It You Want          | - Summer - Diamond - Wyant - Smith - Vince Lawrence - Dave Resnik           | 4:40  |
| 12. | Let There Be Peace           | - Summer - Diamond                                                          | 3:59  |

## Classements
| Classement (1991)           | Meilleure position |
| --------------------------- | ------------------ |
| États-Unis (Top R&B Albums) | 97                 |